# Прогресивна партія Тюгоку
Прогресивна партія Тюгоку (яп. 中国進歩党) —  японська політична партія що діяла в Японській імперії.

## Історія
Японська політична партія «Прогресивна партія Тюгоку» було засновано в 1894 році п'ятьма депутатами парламенту Японської імперії які були родом з Окаями, які вирішили покинули партію «Ріккен Какушінтō».  Новостворену японську політичну партію очолив Інукай Цуйосі, і вона зуміла отримати чотири місця в парламенті Японської імперії після проведення виборів у вересні 1894 року.
У лютому 1896 року японська політична партія «прогресивна партія Тюгоку» об'єдналась з японською політичною «партією конституційних реформ», «Rikken Kakushintō», «Teikoku Zaisei Kakushin-kai» та «Ōte Club», щоб сформувати «прогресивну партію».